# Xyridacma
Xyridacma is een geslacht van vlinders van de familie spanners (Geometridae), uit de onderfamilie Oenochrominae.

## Soorten
- X. alectoraria Walker, 1860
- X. ustaria Walker, 1863
- X. veronicae Prout, 1934